# Сумський обласний краєзнавчий музей
Су́мськи́й краєзна́вчий музе́й — обласний краєзнавчий музей у місті Суми, найбільше зібрання матеріалів і документів з історії, етнографії, природи та археології Сумщини.
Музей розташований за адресою: Суми, вул. Герасима Кондратьєва, 2.

## З історії музею
Будівля музею це колишній будинок земства (земської управи). Збудовано наприкінці XIX століття за проектом архітектора Карла Густавовича Шольца.
Сумський обласний краєзнавчий музей заснований у 1920 році як художньо-історичний. Фундатором і першим директором музейного закладу був український художник, поет і громадський діяч Н. Онацький.
У 1939 році зі структури художньо-історичного музею було відокремлено матеріали археологічних, етнографічних і природничих колекцій для новоствореного краєзнавчого музею, мистецьке ж зібрання лишилось у Сумському художньому музеї.
Починаючи від 1972 року музейний заклад міститься в одній з найкрасивіших будівель міста — у приміщенні колишньої земської управи (пам'ятка історії та архітектури XIX ст.).

## Структура і фонди
У фондах музею близько 45 тисяч одиниць зберігання: археологічні, нумізматичні, етнографічні, палеонтологічні колекції, цінні історичні документи, рідкісні видання книг, газети, плакати, листівки, зброя, прапори, меморіальні речі, посуд, меблі тощо.
Сумський краєзнавчий музей має такі відділи-експозиції:
- природничий (геологія, флора, фауна Сумщини);
- історичний (археологічні, етнографічні зібрання, колекція старовинної зброї, історичні й архівні документи тощо);
- сучасної історії (разом з колекціями радянського періоду).

Цінними експонатами Сумського краєзнавчого музею є знайдені на території області слов'янське рало VII — IX ст.ст., візантійські вази IV — V ст.ст. роботи константинопольських майстрів, жіночі прикраси, скляні кубки та інші предмети з могильника черняхівської культури поблизу міста Суми; козацька зброя, порохівниці, каламарі XVII ст..; гутне скло XVIII ст.; цехові прапори, кролевецькі рушники, волокитинську порцеляну XIX ст.; оригінальні документи, що стосуються П. Полуботка, Т. Шевченка, П. Грабовського, автографи поетів Г. Д. Державіна, В. В. Капніста та чимало іншого.

## Галерея (середина жовтня 2009 року)

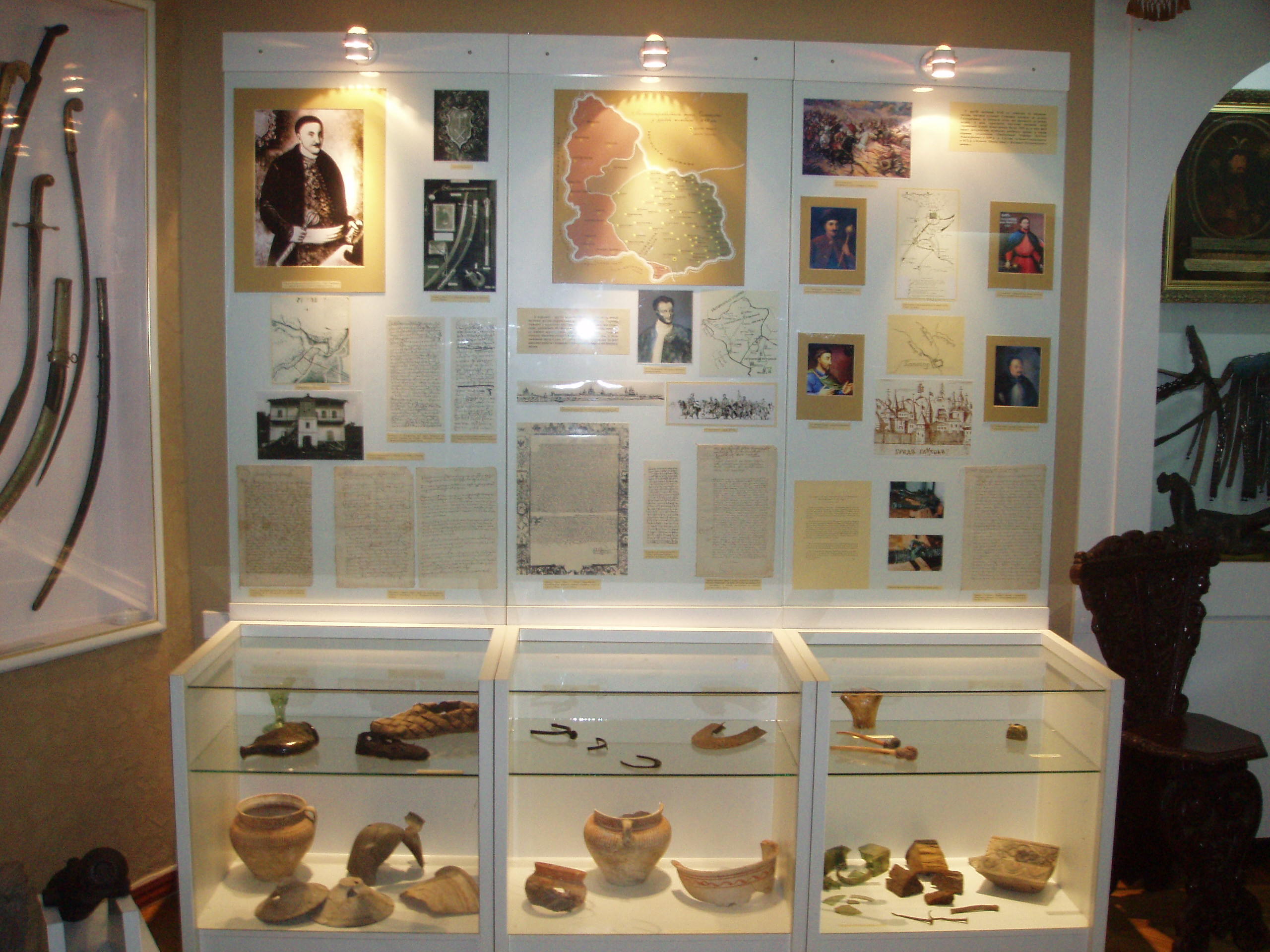
Стенд матеріалів про формування козацтва на Сумщині
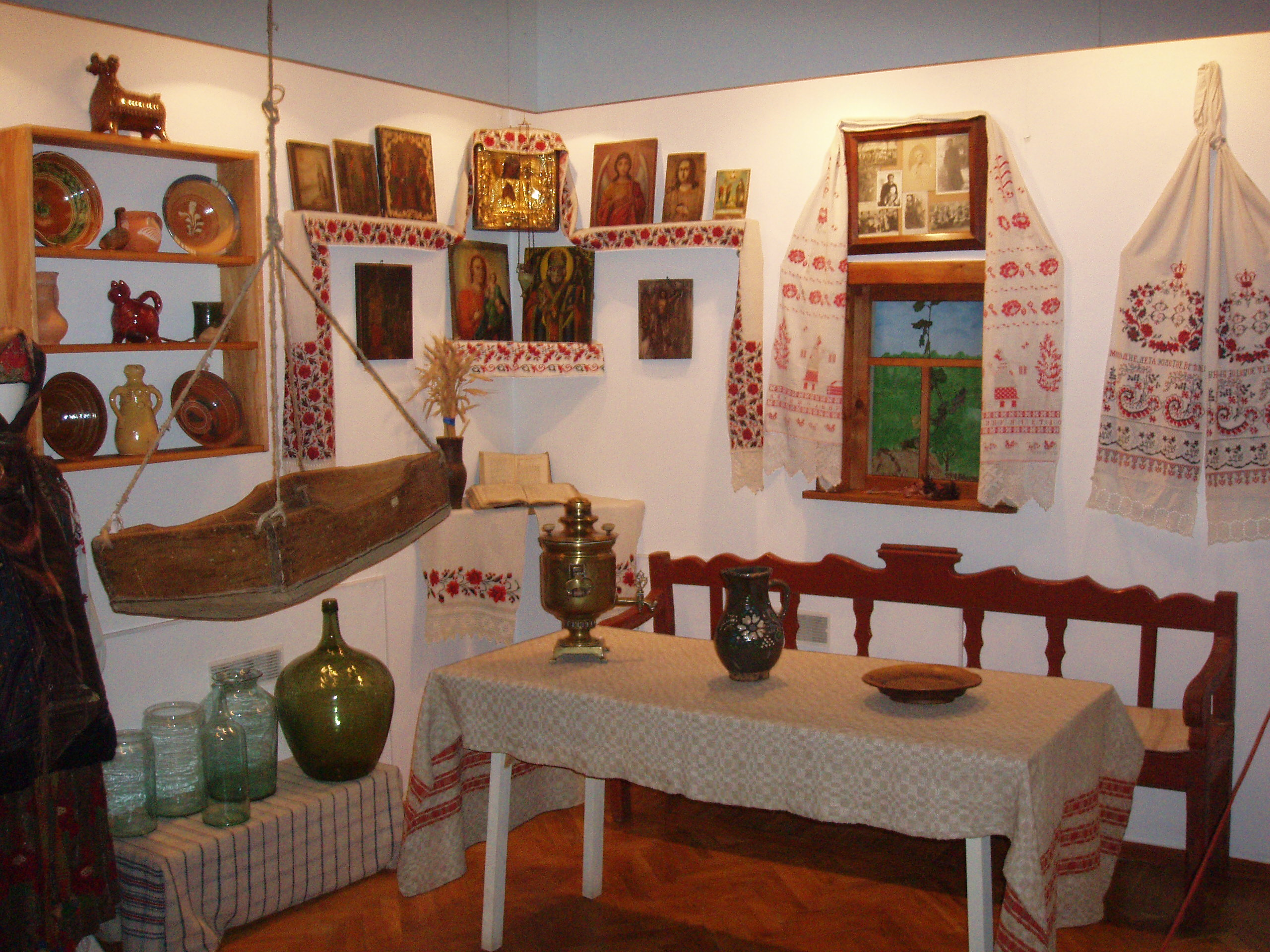
У етнографічній залі музею

## Виноски
1. ↑  Про Сумський краєзнавчий музей на who-is-who.ua
2. ↑  Про Сумський краєзнавчий музей на www.tour.sumy.ua («Сумщина туристична»)[недоступне посилання з липня 2019]